# Best Selection Non Stop Mix
Best Selection Non Stop Mix là album phối nhạc tiếng Nhật đầu tiên của nhóm nhạc nữ Hàn Quốc Girls' Generation, được phát hành vào ngày 20 tháng 3 năm 2013.

## Sản xuất và phát hành
Ngày 6 tháng 2 năm 2013, Girls’ Generation được công bố là sẽ phát hành một CD phối nhạc đặc biệt tên là Best Selection Non Stop Mix vào ngày 20 tháng 3. Album này được sản xuất bởi DJ Taku Takahashi của M-Flo, bao gồm những bài hát tiếng Nhật đầu tiên của nhóm như "Genie", "Gee" và "Mr. Taxi" đến những đĩa đơn mới nhất như "Flower Power".
Ngày 17 tháng 3 năm 2013, SM Entertainment đăng tải một đoạn video giới thiệu về CD này, trong đó có một số cảnh từ các video âm nhạc của Girls’ Generation.
Best Selection Non Stop Mix được phát hành vào ngày 20 tháng 3 năm 2013 và đạt vị trí thứ 4 trên bảng xếp hạng album hàng ngày của Oricon.

## Danh sách bài hát
| STT              | Nhan đề                                | Thời lượng |
| ---------------- | -------------------------------------- | ---------- |
| 1.               | "Opening"                              | 0:12       |
| 2.               | "Flower Power"                         | 3:43       |
| 3.               | "The Boys (Phiên bản tiếng Nhật)"      | 2:29       |
| 4.               | "Reflection"                           | 2:56       |
| 5.               | "Paparazzi"                            | 3:32       |
| 6.               | "Bad Girl"                             | 2:05       |
| 7.               | "Genie (Phiên bản tiếng Nhật)"         | 3:37       |
| 8.               | "Boomerang"                            | 2:23       |
| 9.               | "T.O.P"                                | 3:01       |
| 10.              | "You Aholic"                           | 3:17       |
| 11.              | "Mr. Taxi"                             | 3:17       |
| 12.              | "Animal"                               | 2:58       |
| 13.              | "Hoot (Phiên bản tiếng Nhật)"          | 3:06       |
| 14.              | "Run Devil Run (Phiên bản tiếng Nhật)" | 3:16       |
| 15.              | "I'm a Diamond"                        | 2:34       |
| 16.              | "Girls & Peace"                        | 3:13       |
| 17.              | "Oh! (Phiên bản tiếng Nhật)"           | 2:57       |
| 18.              | "The Great Escape"                     | 3:21       |
| 19.              | "Gee (Phiên bản tiếng Nhật)"           | 2:48       |
| 20.              | "Let It Rain"                          | 3:15       |
| 21.              | "Stay Girls"                           | 3:12       |
| Tổng thời lượng: | Tổng thời lượng:                       | 60:12      |

## Bảng xếp hạng

### Oricon
| Ngày phát hành           | Bảng xếp hạng | Thứ hạng cao nhất | Doanh số khởi đầu | Tổng doanh số |
| ------------------------ | ------------- | ----------------- | ----------------- | ------------- |
| ngày 20 tháng 3 năm 2013 | Hàng ngày     | 4                 | 13,238+           | 19,599+       |
| ngày 20 tháng 3 năm 2013 | Hàng tuần     | 6                 | 13,238+           | 19,599+       |
| ngày 20 tháng 3 năm 2013 | Cuối tháng    | 28                | 13,238+           | 19,599+       |